# Danimarca ai Giochi della VII Olimpiade
La Danimarca ha partecipato ai Giochi della VII Olimpiade di Anversa con una delegazione di 154 atleti (150 uomini, 4 donne), suddivisi su 14 discipline.

## Medagliere

### Per discipline
| Sport              | Oro | Argento | Bronzo | Totale |
| ------------------ | --- | ------- | ------ | ------ |
| Atletica leggera   | 0   | 1       | 0      | 1      |
| Ginnastica         | 1   | 1       | 0      | 2      |
| Hockey su prato    | 0   | 1       | 0      | 1      |
| Lotta greco-romana | 0   | 1       | 1      | 2      |
| Pugilato           | 0   | 3       | 0      | 3      |
| Tiro               | 1   | 2       | 0      | 3      |
| Tuffi              | 1   | 0       | 0      | 1      |
| Totale             | 3   | 9       | 1      | 13     |

### Medaglie
| Medaglia | Atleta | Sport              | Evento                                      |
| -------- | --- | ------------------ | ------------------------------------------- |
| Oro      | Georg Albertsen Carl R. Andersen Viggo Dibbern Aage Frandsen Hugo Helsten Harry Holm Herold Jansson Robert Johnsen Christian Juhl Vilhelm Lange Svend Meulengracht Madsen Peder Marcussen Peter Møller Niels Turin-Nielsen Steen Lerche Olsen Christian Møller Pedersen Stig Rønne Harry Sørensen Christian Thomas Knud Vermehren                                                                                              | Ginnastica         | Concorso libero a squadre maschile          |
| Oro      | Erik Sætter-Lassen Lars Jørgen Madsen Anders Petersen Anders Peter Nielsen Niels Larsen | Tiro               | Carabina militare in piedi 300m a squadre   |
| Oro      | Stefanie Clausen | Tuffi              | Piattaforma femminile                       |
| Argento  | Henry Petersen | Atletica leggera   | Salto con l'asta                            |
| Argento  | Johannes Birk Frede Hansen Kristian Hansen Frederik Hansen Hans Hovgaard Jakobsen Aage Jørgensen Alfred Jørgensen Alfred Ollerup Arne Jørgensen Knud Kirkeløkke Jens Lambæk Kristjan Larsen Kristian Madsen Niels Erik Nielsen Niels Kristian Nielsen Dynes Pedersen Hans Pedersen Johannes Pedersen Peder Dorf Pedersen Rasmus Rasmussen Hans Christian Sørensen Hans Laurids Sørensen Søren Sørensen Georg Vest Aage Walther | Ginnastica         | Concorso svedese a squadre                  |
| Argento  | Danimarca | Hockey su prato    | -                                           |
| Argento  | Poul Hansen | Lotta greco-romana | Pesi massimi                                |
| Argento  | Anders Petersen | Pugilato           | Pesi mosca                                  |
| Argento  | Gotfred Johansen | Pugilato           | Pesi leggeri                                |
| Argento  | Søren Petersen | Pugilato           | Pesi massimi                                |
| Argento  | Niels Larsen | Tiro               | Carabina libera individuale                 |
| Argento  | Lars Jørgen Madsen | Tiro               | Carabina militare in piedi 300m individuale |
| Bronzo   | Johannes Eriksen | Lotta greco-romana | Pesi medio-massimi                          |